# 39405 Мосіґкау
39405 Мосіґкау (39405 Mosigkau) — астероїд головного поясу, відкритий 25 березня 1971 року.
Тіссеранів параметр щодо Юпітера — 3,013.